# Tour dei British and Irish Lions 1930
I British and Irish Lions, selezione britannico-irlandese di rugby a 15, si recarono per un lunghissimo tour in Nuova Zelanda ed Australia raccogliendo un solo successo in 5 test match.
Fu il dodicesimo tour di una rappresentativa delle Isole britanniche e il quinto verso la Nuova Zelanda.
Guidati dall'inglese Doug Prentice con James Baxter come team-manager il tour si dipanò lungo 28 match di cui 7 in Australia e 21 in Nuova Zelanda, di cui 5 test match (4 con la Nuova Zelanda e 1 con l'Australia) e 23 contro squadre ad inviti o selezioni. I Lions vinsero solo un match contro gli All Blacks.

## Il team
- Manager: James Baxter

Estremi
- Jack Bassett (Penarth - )
- WG McG Bonner (Bradford)

 Tre quarti
- Carl Aarvold(UIniversità di Cambridge - )
- JSR Reeves (Harlequins - )
- Jack Morley (Newport - )
- AL Novis (Blackheath - )
- R Jennings (Redruth)
- Harry Bowcott (UIniversità di Cambridge - )
- Tommy Jones-Davies (London Welsh - )
- PF Murray (Wanderers - )

 Mediani 
- RS Spong (Old Millhillians - )
- WH Sobey (Old Millhillians - )
- TC Knowles (Birkenhead Park)
- H Poole (Cardiff )

Avanti 
- Doug Prentice (Leicester - ) (capitano)
- H Rew (Blackheath - )
- Dai Parker (Swansea - )
- Willie Welsh (Hawick )
- BH Black (Università Oxford - )
- MJ Dunne (Lansdowne - )
- GR Beamish (Leicester - )
- JL Farrell (Bective Rangers - )
- J McD Hodgson (Northern)
- H O'H O'Neill (Queens - )
- Ivor Jones (Llanelli - )
- H Wilkinson (Halifax - )
- SA Martindale (Kendal - )
- DA Kendrew (Leicester - )
- HCS Jones (Manchester Rugby Club - )

## Risultati
| Wanganui 21 maggio 1930 | Wanganui | 3 – 19 | British and Irish Lions XV |  |

| New Plymouth 24 maggio 1930 | Taranaki | 7 – 23 | British and Irish Lions XV |  |

| Palmerston North 28 maggio 1930 | Manawhenua | 8 – 34 | British and Irish Lions XV |  |

| Masterton 31 maggio 1930 | Wairarapa-Bush | 6 – 19 | British and Irish Lions XV |  |

| Wellington 3 giugno 1930 | Wellington | 12 – 8 | British and Irish Lions XV |  |

| Christchurch 7 giugno 1930 | Canterbury | 14 – 8 | British and Irish Lions XV |  |

| Greymouth 11 giugno 1930 | West Coast/Buller | 11 – 34 | British and Irish Lions XV |  |

| Dunedin 14 giugno 1930 | Otago | 9 – 33 | British and Irish Lions XV |  |

| Arbitro: | S. Hollander |

|            |           |                     |
| mete: Hart | Marcatori | mete: Morley, Reeve |

| Invercargill 25 giugno 1930 | Southland | 3 – 9 | British and Irish Lions XV |  |

| Christchurch 28 giugno 1930 | Ashburton/South Canterbury/North Otago | 9 – 16 | British and Irish Lions XV |  |

| Arbitro: | S. Hollander |

|                                                             |           |                                    |
| mete: Hart, Oliver trasf.: Nicholls 2 gol da mark: Nicholls | Marcatori | mete: Aarvold 2 trasf.: Prentice 2 |

| Wellington 9 luglio 1930 | New Zealand Māori | 13 – 19 | British and Irish Lions XV |  |

| Napier 12 luglio 1930 | Hawke's Bay | 3 – 14 | British and Irish Lions XV |  |

| Gisborne 16 luglio 1930 | East Coast/Poverty Bay/Bay of Plenty | 11 – 25 | British and Irish Lions XV |  |

| Auckland 19 luglio 1930 | Auckland | 19 – 6 | British and Irish Lions XV | Eden Park |

| Arbitro: | S Hollander |

|                                                     |           |                                             |
| mete: Lucas, McLean 2 trasf.: Strang c.p.: Nicholls | Marcatori | mete: Aarvold, Bowcott trasf.: Black, Jones |

| Whangarei 30 luglio 1930 | North Auckland | 5 – 38 | British and Irish Lions XV |  |

| Hamilton 2 agosto 1930 | Waikato/Thames Valley/King Country | 16 – 40 | British and Irish Lions XV |  |

| Arbitro: | F. Sutherland |

|                                                        |           |                                       |
| mete: Batty, Cooke 2 Porter 2, Strang trasf.: Strang 2 | Marcatori | mete: Novis trasf.: Black c.p.:Parker |

| Blenheim 12 agosto 1930 | Nelson, Marlborough, Golden Bay and Motueka | 3 – 41 | British and Irish Lions XV |  |

| Sydney 23 agosto 1930 | New South Wales | 10 – 29 | British and Irish Lions XV |  |

| Arbitro: | R Cooney |

|                       |           |                              |
| mete: McGhie, Malcolm | Marcatori | mete: Novis trasf.: Prentice |

| Brisbane 3 settembre 1930 | Queensland | 16 – 26 | British and Irish Lions XV |  |

| Brisbane 6 settembre 1930 | Australian XV | 14 – 29 | British and Irish Lions XV |  |

| Sydney 10 settembre 1930 | New South Wales | 28 – 3 | British and Irish Lions XV |  |

| Melbourne 13 settembre 1930 | Victoria | 36 – 41 | British and Irish Lions XV |  |

| Perth 22 settembre 1930 | Western Australia | 3 – 71 | British and Irish Lions XV |  |

| Perth 1º ottobre 1930 | Ceylon | 0 – 45 | British and Irish Lions XV |  |